# Języki yawa
Języki yawa, także języki yapen – rodzina językowa z wyspy Yapen w Indonezji u wybrzeży Nowej Gwinei, obejmująca dwa języki papuaskie. Występują w centralnej części wyspy i są otoczone przez niespokrewnione języki austronezyjskie z grupy yapen.
Niegdyś uważano, że jest to jeden język, ale dane leksykalne sugerują, że chodzi o dwa wyraźnie odrębne języki (yawa i saweru). Ich związki z innymi językami pozostają niejasne. Bywają zaliczane do postulowanej rodziny języków zachodniopapuaskich (taką klasyfikację proponuje Mark Donohue ; przedstawia ją np. publikacja Ethnologue) bądź rozpatrywane jako samodzielna rodzina językowa (Foley 2018).
Zostały uwzględnione w dawnej fyli zachodniopapuaskiej (H.K.J. Cowan), ale C.L. Voorhoeve (1975) przeniósł je do rodziny języków wschodniej zatoki Geelvink. Donohue twierdzi, że hipotezy z 1975 r. nie potwierdzają ani dane leksykalne (częściowo zresztą błędnie przeanalizowane), ani elementy morfologii. Zdaniem autora paradygmat zaimków w językach yawa pozwala wiarygodnie je powiązać z językami zachodniej Ptasiej Głowy i językami północnohalmaherskimi. Foley uważa tę propozycję za obiecującą.

## Klasyfikacja[1][4]
Języki papuaskie
Języki zachodniopapuaskie (?)
Języki yawa (yapen)
język yawa (turu, unat, mantembu, mora, yapanai) [yva]
język saweru [swr]